# 銀食器
銀食器（ぎんしょっき、Silverware）とは、「銀で出来た」または「表面を銀でめっきした」食器のことである。

## 概要
古くから銀には抗菌作用があり、美しいので食器として重宝された。
1970年から1980年にかけてハント兄弟が銀を買い占めた事により銀相場が高騰した際には(銀の木曜日)ヨーロッパの一般家庭が使っていた、銀食器が大量に鋳つぶされ、市場に大量放出された。

## 銀食器の手入れ方法
銀食器は空気中の硫黄分によって黒く変色する。それらは磨き粉などで磨くと除去できるが、その際、減量してしまう。そこで、金属以外の容器にアルミ箔を入れてその上に銀食器を置いて熱湯と塩または重曹を入れてしばらく放置するともとの輝きを取り戻す事が出来る。